# غيلبرت موشانغازهيكي
غيلبيرت ماشانغازهيكي (بالإنجليزية: Gilbert Mushangazhike)‏ (مواليد 11 أغسطس 1975 في هراري) لاعب كرة قدم زيمبابوي دولي يجيد اللعب في خط الهجوم. يلعب لصالح نادي مبومالانغا بلاك أسيز الجنوب الأفريقي.

## روابط خارجية
- غيلبرت موشانغازهيكي على موقع الاتحاد الدولي (مؤرشف)  (الإنجليزية)
- غيلبرت موشانغازهيكي على موقع ناشيونال فوتبول تيمز (الإنجليزية)
- غيلبرت موشانغازهيكي على موقع Soccerway.com (الإنجليزية)
- غيلبرت موشانغازهيكي على موقع كووورة